# Delia unica
Delia unica este o specie de muște din genul Delia, familia Anthomyiidae, descrisă de Griffiths în anul 1991.
Este endemică în Kentucky. Conform Catalogue of Life specia Delia unica nu are subspecii cunoscute.